# Luis Báguena Corella
Luis Báguena Corella (Valencia, 7 de noviembre de 1905-Valencia, 10 de enero de 1977) fue un entomólogo y médico español.

## Biografía
Nacido en Valencia el 7 de noviembre de 1905, estudió medicina en la universidad de su ciudad natal y ciencias biológicas en la de Madrid. Obtuvo por oposición en 1935 un puesto de médico en la Guinea Española, donde años más tarde ejerció también de entomólogo. Perteneció al Consejo Superior de Investigaciones Científicas (CSIC) entre mayo de 1952 y julio de 1960. Tras este período regresó a Valencia, lugar en el que falleció el 10 de enero de 1977.
Fue especialista en los Scarabaeoidea de la península ibérica y en la familia Aderidae. De entre sus treinta y tres trabajos publicados destacan Estudio sobre los Aderidae (1948) y Scarabaeioidea de la fauna ibero-balear y pirenaica (1967), que recibió el premio Alonso de Herrera en 1955. Jacques Baraud ha sido considerado por Fermín Martín Piera como el continuador de la obra de Báguena.